# Roland Pressfeldt
Roland Pressfeldt (* 24. Juni 1943) ist ein ehemaliger schwedischer Fußballspieler.

## Karriere
Aus der Jugendmannschaft des IFK Norrköping hervorgegangen, rückte Pressfeldt zur Saison 1963 in die Erste Mannschaft auf, für die er bis 1973 in der Fotbollsallsvenskan, der höchsten Spielklasse im schwedischen Fußball, Punktspiele bestritt. Während seiner zehn Spielzeiten andauernden Vereinszugehörigkeit gewann er je einmal die Schwedische Meisterschaft und den Schwedischen Vereinspokal. 
International kam er in vier unterschiedlichen Pokalwettbewerben zum Einsatz. Im Wettbewerb um den Europapokal der Landesmeister bestritt er am 27. November und 4. Dezember 1963 gegen den AC Mailand die beiden Erstrundenspiele. Im Wettbewerb um den Europapokal der Pokalsieger bestritt er 1968/69 und 1969/70 mit den jeweiligen Erstrunden- und Achtelfinalbegegnungen jeweils vier Spiele. Am 17. Juni 1969 gelang ihm beim 5:1-Sieg im Erstrundenhinspiel gegen den maltesischen Vertreter Sliema Wanderers mit dem Treffer zum 3:1 in der 38. Minute sein einziges Tor. Im Wettbewerb um den International Football Cup, auch als Rappan-Pokal bekannt, nahm er von 1963 bis 1967 an vier aufeinander folgenden Ausspielungen teil und drang mit seiner Mannschaft 1966 bis ins Finale vor. Wurde das Hinspiel noch mit 1:0 gegen den 1. FC Lokomotive Leipzig gewonnen, so wurde das Rückspiel in Leipzig mit 0:4 verloren. Im Jahr darauf noch als Sieger der Gruppe B6 hervorgegangen, schied er mit seinem Verein im Viertelfinale gegen Eintracht Frankfurt aus dem letztmals ausgetragenen Wettbewerb aus.  Im Wettbewerb um den UEFA-Pokal bestritt er bei der 2. Ausspielung 1972/73 vier Spiele, jeweils die beiden Hin- und Rückspiele der 1. und 2. Runde gegen den rumänischen Vertreter UTA Arad und den italienischen Vertreter Inter Mailand.

## Erfolge
- IFC-Finalist 1966
- Schwedischer Meister 1963
- Schwedischer Pokalsieger 1969